# Acharistias dike
L'acharistias dike (in greco antico: ἀχαριστίας δίκη?, acharistías díke) era il tipo di dike che riguardava i casi di ingratitudine (in greco antico: ἀχαριστία?), secondo Senofonte solo quelli nei confronti dei genitori. È citata da Giulio Polluce.